# Belegost
Belegost («Ciudad grande» o «Grandeburgo» en sindarin) es una ciudad ficticia creada por el escritor británico J. R. R. Tolkien en su libro fantástico El Silmarillion. 

## Construcción e historia
Se trata de una de las dos ciudades de los Enanos en el flanco oriental de las Montañas Azules, al norte del monte Dolmed en el límite entre Beleriand y Eriador, construida antes de la Primera Edad del Sol.
Tradicionalmente aliados desde el principio de los Elfos de Doriath, que encontraron a los Enanos por primera vez cerca a estas mansiones. Cuando sus vecinos, los enanos de Nogrod, se decidieron a atacar Doriath en la Primera Edad, los enanos de Belegost trataron en vano de disuadirles.
También, como otros Enanos de su época, participaron en la batalla Nírnaeth Arnoediad, en la cual su rey, Azaghâl, puso en fuga al gran dragón Glaurung, provocando la retirada en desbandada de toda la prole de dragones aunque a costa de su propia vida. Ello provocó la triste pero victoriosa retirada de todos los enanos de Belegost del combate, en una lenta marcha fúnebre que ningún enemigo osó interrumpir.

## Legado de Belegost
Tras la Guerra de la Cólera y la anegación de Beleriand, muchos de los enanos de Belegost, junto con los de Nogrod, se desplazaron hacia el Este uniéndose a los de Moria (Khazad-dûm) o a otros enclaves. Belegost había quedado muy dañada por años tan turbulentos, pero es probable que a pesar de ello se mantuviera allí una comunidad de enanos durante las edades Segunda y Tercera, aunque inferior en número a la que había albergado en su época de más esplendor.
- Datos: Q1800274